# 崇蘭 (大字)
崇蘭，是1920年-1945年間台灣屏東郡的一個行政區劃，先歸於屏東街，後屬屏東市 (州轄市)。原為崇蘭庄之一部分，位於今日屏東市西北部，下有崇蘭聚落，並有崇蘭農場的開發。相較於今日崇蘭，該時期的崇蘭聚落較偏西北，而今日繁華的崇蘭屬於田町管轄。